# Platyprepia virginalis
Platyprepia virginalis là một loài bướm đêm thuộc phân họ Arctiinae, họ Erebidae.